# Maldo (Norra Jeolla)
Maldo är en ö i Sydkorea.   Den ligger i provinsen Norra Jeolla, i den sydvästra delen av landet, 200 km söder om huvudstaden Seoul. Arean är 0,61 kvadratkilometer.
Terrängen på Maldo är lite kuperad. Öns högsta punkt är 100 meter över havet. Den sträcker sig 0,7 kilometer i nord-sydlig riktning, och 1,3 kilometer i öst-västlig riktning.